# Calcarius pictus
Calcarius pictus là một loài chim trong họ Calcariidae.